# Bürgstadt
Bürgstadt – gmina targowa w Niemczech, w kraju związkowym Bawaria, w rejencji Dolna Frankonia, w regionie Bayerischer Untermain, w powiecie Miltenberg, siedziba wspólnoty administracyjnej Erftal. Leży około 2 km na północny wschód od Miltenberga, nad Menem, przy linii kolejowej Aschaffenburg – Aalen.

## Zabytki i atrakcje
- Muzeum Regionalne
- Kaplica św. Marcina (St. Martin) z 950 (z szeroko znaną Biblią obrazkową)
- kościół parafialny wybudowany w 1300
- ratusz z 1590

## Polityka
Wójtem jest Bernhard Stolz (CSU). Rada gminy składa się z 17 członków:
|      | CSU | SPD | UWG | Razem |           |
| 2002 | 10  | 3   | 4   | 1     | 17 miejsc |

## Osoby urodzone w Bürgstadt
- Johann Michael Breunig – kompozytor barokowy